# Mihály
Mihály je maďarská podoba mužského jména Michal. Může se vyskytovat také jako příjmení, Mihály / Mihályová

## Nositelé jména

### Jako křestní jméno
- Mihály Adamkovisc (1778–1845), římskokatolický probošt, kanovník a rektor v Bratislavě
- Mihály Babits (1883–1941), maďarský básník a překladatel
- Mihály Bakos (1742–1803), maďarský duchovní a spisovatel
- Mihály Borbély (* 1956), maďarský hudebník
- Mihály Bozsi (1911–1984), maďarský hráč vodního póla
- Mihály Csíkszentmihályi (1934-2021), maďarsko-americký psycholog
- Mihály Csokonai Vitéz (1773–1805), maďarský básník
- Mihály Deák Bárdos (* 1975), maďarský zápasník
- Mihály Dresch (* 1955), maďarský jazzový saxofonista
- Mihály I. Esterházy de Galántha (1671–1721), uherský šlechtic a mecenáš
- Mihály Fazekas (1766–1828), maďarský básník
- Mihály Gubis (1948–2006), maďarský hudebník, malíř a sochař
- Mihály Hesz (* 1943), maďarský kanoista
- Mihály Hoppál (* 1942), maďarský etnolog
- Mihály Horváth (1809–1878), maďarský historik a teolog
- Mihály Huszka (* 1933), maďarský vzpěrač
- Mihály Károlyi (1875–1955), maďarský politik
- Mihály Korhut (* 1988), maďarský fotbalista
- Mihály Kubinszky (1927–2016), maďarský architekt, fotograf a spisovatel
- Mihály Lantos (1928–1989), maďarský fotbalista
- Mihály Matura (1900–1975), maďarský zápasník
- Mihály Mayer (1933–2000), maďarský hráč vodního póla
- Mihály Mosonyi (1815–1870), maďarský hudební skladatel
- Mihály Munkácsy (1844–1900), maďarský malíř
- Mihály Szilágyi (asi 1400–1460), uherský šlechtic, chorvatský bán, uherský regent
- Mihály Tóth (1926–1990), maďarský fotbalista
- Mihály Vajda (* 1935), maďarský filosof a germanista
- Mihály Varga (* 1965), maďarský ekonom a politik
- Mihály Vörösmarty (1800–1855), maďarský básník, spisovatel a překladatel
- Mihály Zichy (1827–1906), maďarský malíř

### Jako příjmení
- András Mihály (1917–1993), maďarský hudební skladatel
- Anton Sztáray von Nagy-Mihaly (1740–1808), rakouský důstojník
- Árpád Mihály (* 1980), rumunsko-maďarský hokejista
- Ede Mihály (* 1986), rumunský hokejista
- Dénes von Mihály (1894–1953), maďarský fyzik a technik
- Jo Mihalyová (1902–1989), německá tanečnice, herečka, básnířka a spisovatelka
- Julia Mihályová (* 1984), německo-maďarská zpěvačka, skladatelka a performerka

## Ostatní
- KFJOB – Füred - Szt. Mihály, parní lokomotivy obsluhující Východní dráhu císaře Františka Josefa (K.k Kaiser-Franz-Joseph-Orientbahn / KFJOB)